# کیسی استروه
کایس استروه (انگلیسی: Kaycee Stroh؛ زادهٔ ۲۹ مهٔ ۱۹۸۴) یک هنرپیشه اهل ایالات متحده آمریکا است. وی از سال ۲۰۰۵ میلادی تاکنون مشغول فعالیت بوده‌است.